# Afrocarpus gaussenii
Afrocarpus gaussenii es una especie de conífera, de la familia Podocarpaceae. Es una especie amenazada.
Afrocarpus fue designado como género en 1989, antes de esto, varias especies estaban clasificadas en Podocarpus y Nageia.

## Localización
Esta especie de conífera es originaria de Madagascar, a diferencia de las otras cinco especies de Afrocarpus que se encuentran distribuidas por África.
Los podocarpos están asociados con el antiguo supercontinente de Gondwana.(Woltz 1969 ( Farjon 1998 )).

## Sinónimos
- Podocarpus gaussenii